# Loxoconcha fragilis
Loxoconcha fragilis är en kräftdjursart. Loxoconcha fragilis ingår i släktet Loxoconcha och familjen Loxoconchidae. Inga underarter finns listade i Catalogue of Life.